# مونريا-لا-كلوس
مونريا-لا-كلوس (بالفرنسية: Montréal-la-Cluse)‏ هي بلدية فرنسية تقع في إقليم الآن في فرنسا. رمز إنسي لها هو:1265. أما الرمز البريدي لها فهو: 1460.

## توأمة
لمونريا-لا-كلوس (آن) اتفاقيات توأمة مع:
- مونتريال (1970 -)